# Gaius och Lucius portik
Gaius och Lucius portik (latin: Porticus Gaii et Lucii) var en portik, som stod framför Basilica Aemilias södra långsida på Forum Romanum i antikens Rom. Portiken uppfördes år 2 f.Kr. åt kejsar Augustus dottersöner Gaius Caesar och Lucius Caesar, vilka han hade adopterat.
Gaius och Lucius portik var en typ av doriskt kolonngalleri som utgjorde en pendang till Basilica Iulias fasad.

## Bilder
| - Inskriptionen som hyllar Lucius Caesar lyder: L(VCIO) ⋅ CAESARI ⋅ AVG[V]STI ⋅ F(ILIO) ⋅ DIVI ⋅ N(EPOTI) / PRINCIPI ⋅ IVVENTV[TI]S ⋅ CO(N)S(VLI) ⋅ DESIG(NATO) / CVM ⋅ [E]SSET ⋅ ANN(OS) ⋅ N[A]T(US) ⋅ XIIII ⋅ AVG(VRI) / SENATVS - Ruiner efter Gaius och Lucius portik. Teckning av Giuliano da Sangallo från år 1480. |